# Pipers Stones

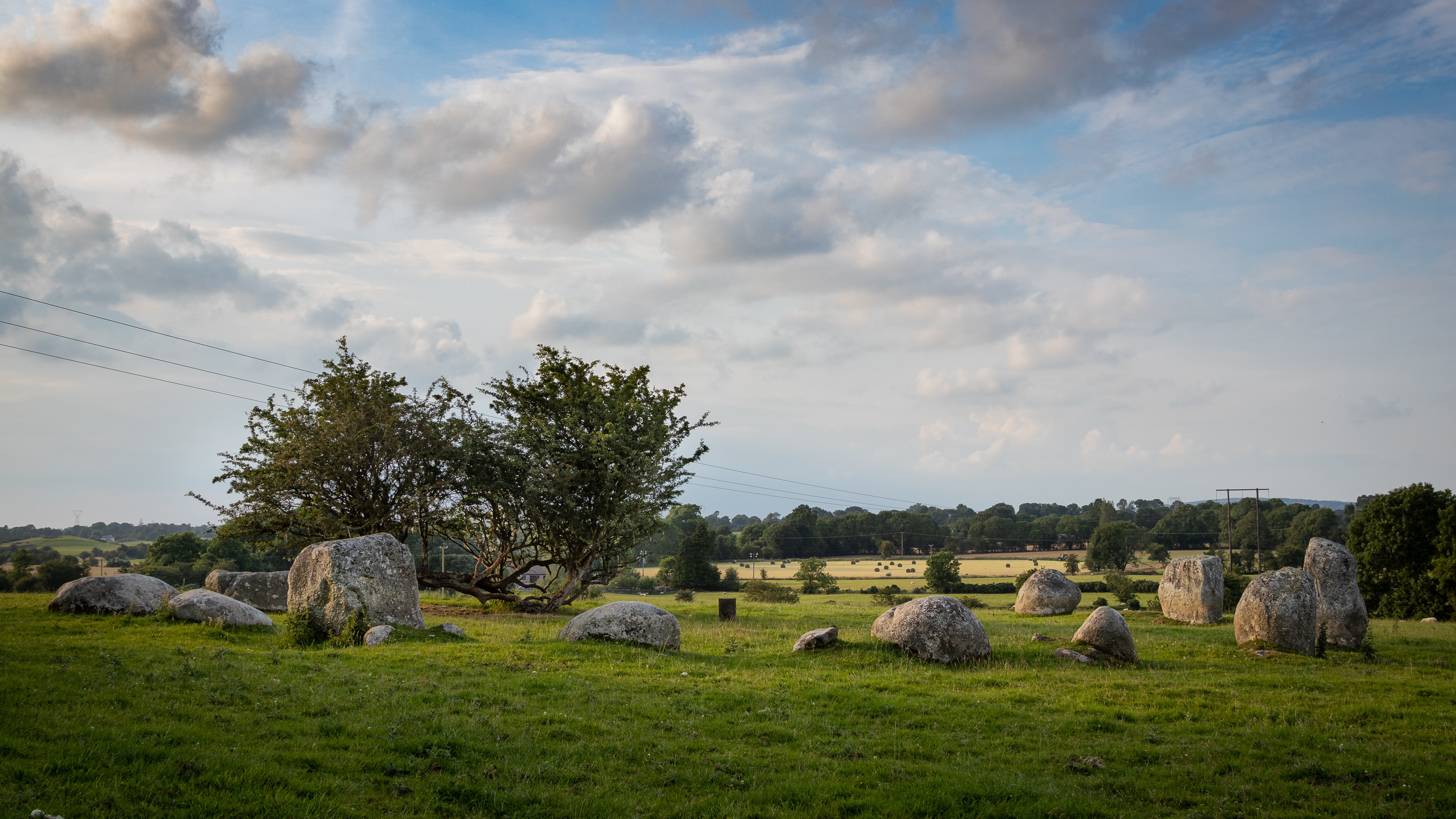
Piper’s Stones

Die Pipers Stones (auch Athgreany stone Circle oder Piper’s Stones, irisch Clocha an Phíobaire) von Athgreany sind ein bronzezeitlicher Steinkreis auf einem niedrigen Hügel – mit Blick auf die N81 (Straße) von Blessington nach Tullow – etwa 1,5 km südlich des Dorfes Hollywood im County Wicklow in Irland. Der Kreis ist ein Nationaldenkmal und liegt am Rand einer kleinen Anhöhe inmitten von höherem Gelände. Das Feld ist als „Achadh Greine“ bekannt. In der altirischen Mythologie war „Grainne“ die Göttin der Fruchtbarkeit. Ein berühmter zweigriffeliger Weißdorn (Crataegus oxyacantha) steht in der Nähe der Piper Stones. Er ist einer der heiligen Bäume und wird mit Beltane verbunden. 
Der Name „The Pipers Stones“ leitet sich von der vielfach bekannten Überlieferung ab (z. B. Pipers of Boleigh in Cornwall), dass Menschen, die sich an einem Sonntag bei Dudelsackmusik zum Tanzen trafen, in Steine verwandelt wurden. Der Ausreißer (englisch outlier) im Nordosten soll der Pfeifer sein. In der Vergangenheit hat man versucht, den Kreis zu entfernen, und dabei 13 Steine entfernt und die meisten der 16 übrigen bis zu zwei Meter hohen Steine aus grauem Granit versetzt. 13 Steine stehen, drei liegen. Nur fünf befinden sich in situ und belegen den ursprünglichen Durchmesser von 23 m. Der Zugang zum Kreis wird durch ein Steinpaar im Nordosten markiert, das in Richtung des 40 m nordöstlich gelegenen Pipers weist.

Pipers Stones
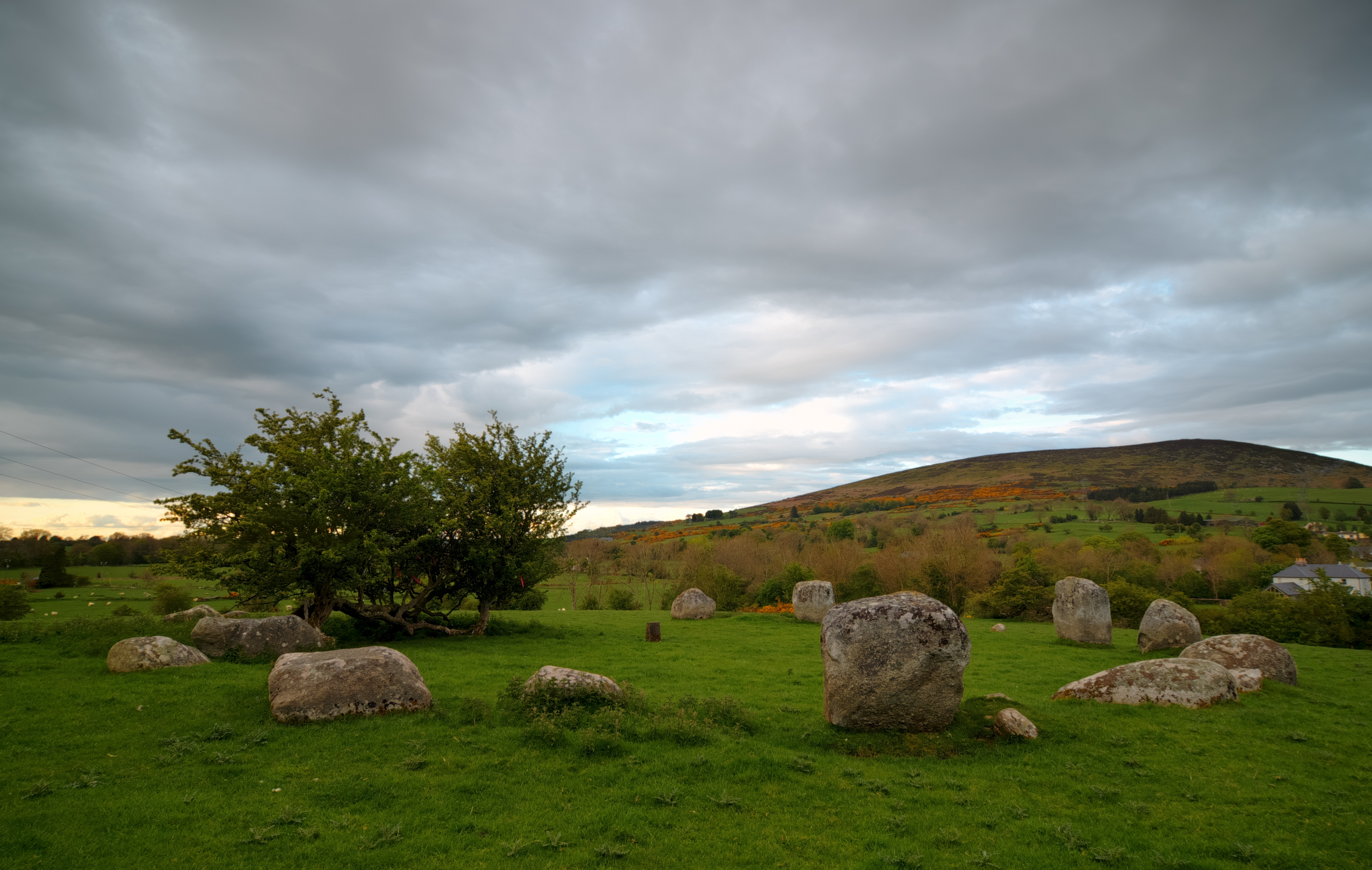
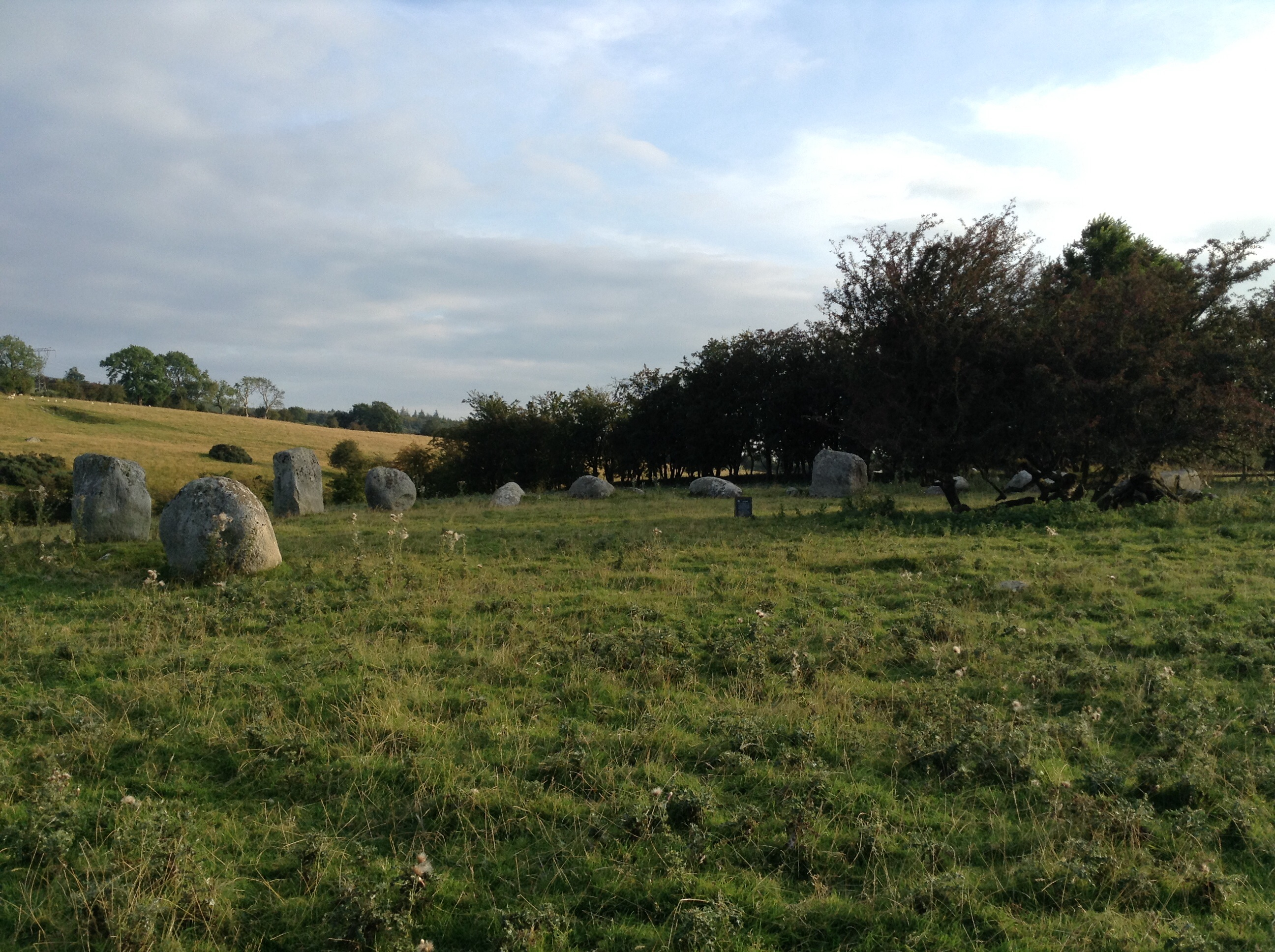
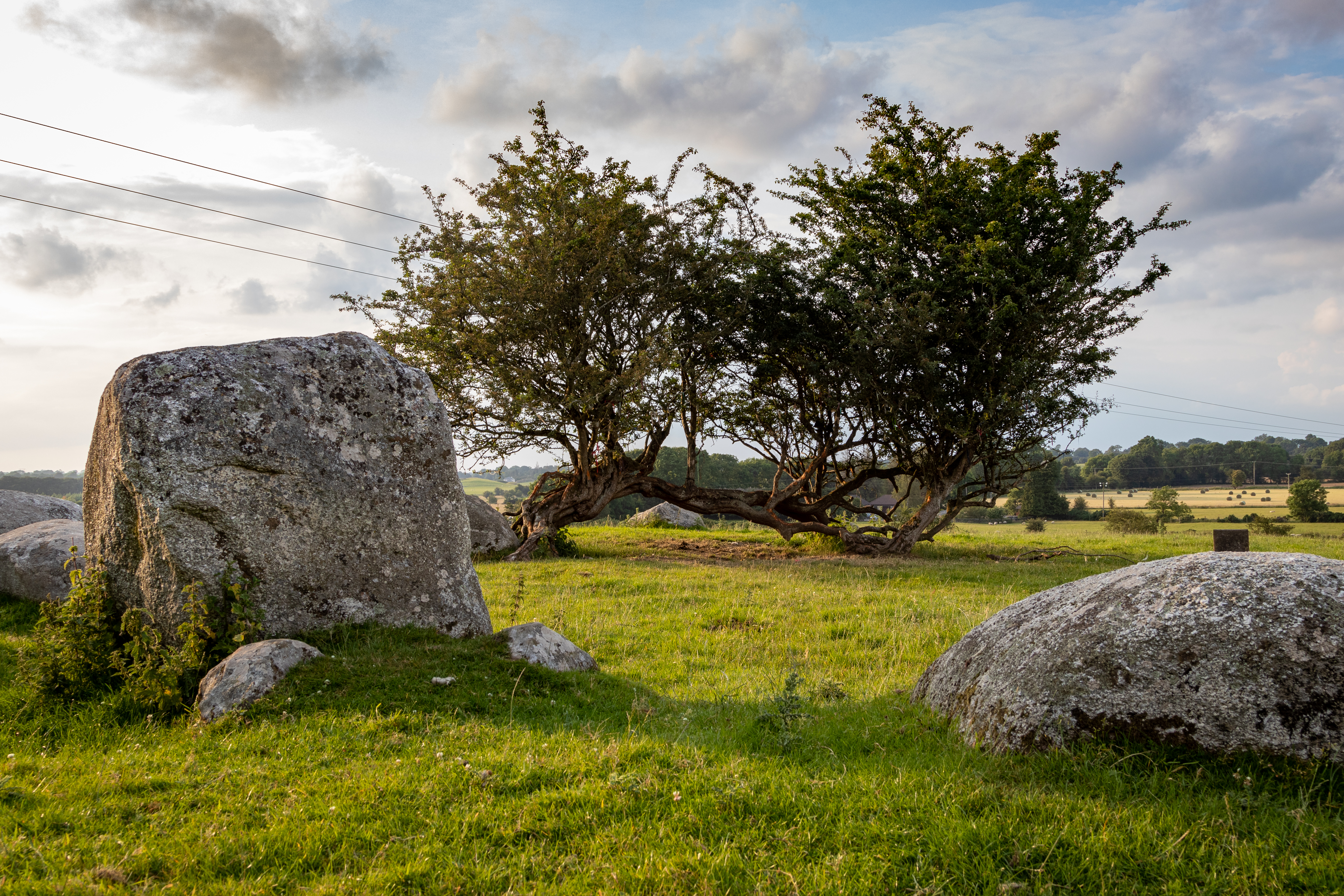